# Temporada 2010 del Campeonato Mundial de Rally
La temporada 2010 fue la edición 38º del Campeonato Mundial de Rally (WRC) que inició el 12 de febrero, con el Rally de Suecia y finalizó el 14 de noviembre en el Rally de Gran Bretaña. El campeonato ha cambiado muchas pruebas del mundial, y el Rally de Bulgaria, se estrenará en el campeonato mundialista por primera vez.
Se mantienen los campeonatos paralelos: Campeonato de Constructores, Campeonato de Producción y Copa Junior y se estrena el Campeonato Super 2000.
Durante el Rally de España, se presentó la Academia WRC, una nueva modalidad que pretende relanzar a jóvenes promesas en un formato de rally más asequible, que se pondría en marcha en el 2011.

## Cambio de reglas
- Para la temporada 2010, se realizó un cambio de puntuación, para abarcar más pilotos con más opciones a puntos. El cambio también se realizó por la FIA en la Fórmula 1.

| Año  | 1º | 2º | 3º | 4º | 5º | 6º | 7º | 8º | 9º | 10º |
| ---- | -- | -- | -- | -- | -- | -- | -- | -- | -- | --- |
| 2009 | 10 | 8  | 6  | 5  | 4  | 3  | 2  | 1  | 0  | 0   |
| 2010 | 25 | 18 | 15 | 12 | 10 | 8  | 6  | 4  | 2  | 1   |

- Se creó el Campeonato Mundial de Rally Super 2000 (SWRC), para automóviles de la clase Super 2000.[4] Cada piloto inscrito en esta copa elegirá previamente las siete pruebas, de entre diez posibles, en las que competirá.

- En el Campeonato de Constructores el término «Equipo WRC» (WRC Team) remplaza al término «Equipo Constructor» utilizado en 2009. Un «Equipo WRC» debe participar al menos en ocho pruebas puntuables, incluyendo una fuera de Europa, con uno o dos coches de cualquier clase. Podrán inscribir a uno o dos vehículos homologados antes del 2009, mientras que un fabricante sólo puede competir con coches homologados en 2009.

## Calendario
Destaca la ausencia del Rally de Argentina, el cual tenía presencia constante desde 1983 y la inclusión del Rally de Bulgaria y el Rally de Alsacia eventos nuevo en el campeonato.
| Orden | Fecha                      | Prueba                     | Superficie | Resultados |
| ----- | -------------------------- | -------------------------- | ---------- | ---------- |
| 1     | 12 al 14 de febrero        | Rally de Suecia            | Nieve      | Resultados |
| 2     | 5 al 7 de marzo            | Rally México               | Tierra     | Resultados |
| 3     | 2 al 4 de abril            | Rally de Jordania          | Tierra     | Resultados |
| 4     | 16 al 18 de abril          | Rally de Turquía           | Tierra     | Resultados |
| 5     | 7 al 9 de mayo             | Rally de Nueva Zelanda     | Tierra     | Resultados |
| 6     | 28 al 30 de mayo           | Rally de Portugal          | Tierra     | Resultados |
| 7     | 9 al 11 de julio           | Rally de Bulgaria          | Asfalto    | Resultados |
| 8     | 30 de julio al 1 de agosto | Rally de Finlandia         | Tierra     | Resultados |
| 9     | 20 al 22 de agosto         | Rally de Alemania          | Asfalto    | Resultados |
| 10    | 10 al 12 de septiembre     | Rally de Japón             | Tierra     | Resultados |
| 11    | 1 al 3 de octubre          | Rally de Francia - Alsacia | Asfalto    | Resultados |
| 12    | 22 al 24 de octubre        | Rally Cataluña             | Asfalto    | Resultados |
| 13    | 12 al 14 de noviembre      | Rally de Gran Bretaña      | Tierra     | Resultados |

## Equipos
| Manufacturer teams                        | Manufacturer teams | Manufacturer teams | Manufacturer teams | Manufacturer teams        | Manufacturer teams  | Manufacturer teams | Manufacturer teams |
| Equipo                                    | Constructor        | Automóvil          | N.º                | Piloto                    | Copiloto            | Rallyes            |                    |
| ----------------------------------------- | ------------------ | ------------------ | ------------------ | ------------------------- | ------------------- | ------------------ | ------------------ |
| Citroën Total World Rally Team            | Citroën            | Citroën C4 WRC     | 1                  | Sébastien Loeb            | Daniel Elena        | 1-13               |                    |
| Citroën Total World Rally Team            | Citroën            | Citroën C4 WRC     | 2                  | Daniel Sordo              | Marc Martí          | 1–7                |                    |
| Citroën Total World Rally Team            | Citroën            | Citroën C4 WRC     | 2                  | Daniel Sordo              | Diego Vallejo       | 9, 11–12           |                    |
| Citroën Total World Rally Team            | Citroën            | Citroën C4 WRC     | 2                  | Sébastien Ogier           | Julien Ingrassia    | 8, 10, 13          |                    |
| BP Ford Abu Dhabi World Rally Team        | Ford               | Focus RS WRC 09    | 3                  | Mikko Hirvonen            | Jarmo Lehtinen      | 1-13               |                    |
| BP Ford Abu Dhabi World Rally Team        | Ford               | Focus RS WRC 09    | 4                  | Jari-Matti Latvala        | Miikka Anttila      | 1-13               |                    |
| BP Ford Abu Dhabi World Rally Team        | Ford               | Focus RS WRC 08    | 12                 | Khalid Al Qassimi         | Michael Orr         | 1, 3, 6, 8–13      |                    |
| Stobart M-Sport Ford Rally Team           | Ford               | Focus RS WRC 08    | 5                  | Marcus Grönholm           | Timo Rautiainen     | 1                  |                    |
| Stobart M-Sport Ford Rally Team           | Ford               | Focus RS WRC 08    | 5                  | Matthew Wilson            | Scott Martin        | 2–13               |                    |
| Stobart M-Sport Ford Rally Team           | Ford               | Focus RS WRC 08    | 6                  | Henning Solberg           | Ilka Minor          | 1–6, 8, 10         |                    |
| Stobart M-Sport Ford Rally Team           | Ford               | Focus RS WRC 08    | 6                  | Henning Solberg           | Stéphane Prévot     | 13                 |                    |
| Stobart M-Sport Ford Rally Team           | Ford               | Focus RS WRC 08    | 6                  | Per-Gunnar Andersson      | Jonas Andersson     | 7                  |                    |
| Stobart M-Sport Ford Rally Team           | Ford               | Focus RS WRC 08    | 6                  | François Duval            | Denis Giraudet      | 9                  |                    |
| Stobart M-Sport Ford Rally Team           | Ford               | Focus RS WRC 08    | 12                 | Matthew Wilson            | Scott Martin        | 1                  |                    |
| Stobart M-Sport Ford Rally Team           | Ford               | Focus RS WRC 08    | 12                 | Juha Kankkunen            | Juha Repo           | 8                  |                    |
| Stobart M-Sport Ford Rally Team           | Ford               | Focus RS WRC 08    | 15                 | Liu Chao Dong             | Anthony McLoughlin  | 13                 |                    |
| Stobart M-Sport Ford Rally Team           | Ford               | Focus RS WRC 08    | 17                 | Mattias Therman           | Janne Perala        | 1, 8               |                    |
| Stobart M-Sport Ford Rally Team           | Ford               | Focus RS WRC 08    | 43                 | Ken Block                 | Alex Gelsomino      | 11–12              |                    |
| Stobart M-Sport Ford Rally Team           | Ford               | Ford Fiesta S2000  | 16                 | Xavier Pons               | Alex Haro           | 12                 |                    |
| Stobart M-Sport Ford Rally Team           | Ford               | Ford Fiesta S2000  | 17                 | Henning Solberg           | Ilka Minor          | 7, 9               |                    |
| Stobart M-Sport Ford Rally Team           | Ford               | Ford Fiesta S2000  | 17                 | Henning Solberg           | Stéphane Prévot     | 11–12              |                    |
| Stobart M-Sport Ford Rally Team           | Ford               | Ford Fiesta S2000  | 18                 | Mads Østberg              | Jonas Andersson     | 8, 11              |                    |
| Stobart M-Sport Ford Rally Team           | Ford               | Ford Fiesta S2000  | 61                 | Dennis Kuipers            | Frédéric Miclotte   | 4, 6–9, 11–13      |                    |
| Citroën Junior Team                       | Citroën            | Citroën C4 WRC     | 7                  | Sébastien Ogier           | Julien Ingrassia    | 1–7, 9, 11–12      |                    |
| Citroën Junior Team                       | Citroën            | Citroën C4 WRC     | 7                  | Dani Sordo                | Marc Martí          | 8                  |                    |
| Citroën Junior Team                       | Citroën            | Citroën C4 WRC     | 7                  | Dani Sordo                | Diego Vallejo       | 10-13              |                    |
| Citroën Junior Team                       | Citroën            | Citroën C4 WRC     | 8                  | Kimi Räikkönen            | Kaj Lindström       | 1–4, 6–13          |                    |
| Munchi's Ford World Rally Team            | Ford               | Focus RS WRC 08    | 9                  | Federico Villagra         | Jorge Pérez Companc | 2–3, 5–6, 10       |                    |
| Munchi's Ford World Rally Team            | Ford               | Focus RS WRC 08    | 9                  | Federico Villagra         | Jose Diaz           | 4, 12              |                    |
| Munchi's Ford World Rally Team            | Ford               | Focus RS WRC 08    | 9                  | Federico Villagra         | Diego Curletto      | 11                 |                    |
| Equipos no registrados como constructores |                    |                    |                    |                           |                     |                    |                    |
| Petter Solberg World Rally Team           | Citroën            | C4 WRC 2009        | 11                 | Petter Solberg            | Phil Mills          | 1–6                |                    |
| Petter Solberg World Rally Team           | Citroën            | C4 WRC 2009        | 11                 | Petter Solberg            | Chris Patterson     | 7–13               |                    |
| Petter Solberg World Rally Team           | Citroën            | Xsara WRC          | 68                 | Yvan Muller               | Gilles Mondesir     | 11                 |                    |
| Monster World Rally Team                  | Ford               | Focus RS WRC 08    | 43                 | Ken Block                 | Alex Gelsomino      | 2, 4, 6, 9, 13     |                    |
| Adapta World Rally Team                   | Subaru             | Impreza WRC 2006   | 14                 | Mads Østberg              | Jonas Andersson     | 1, 6, 8, 13        |                    |
| Synergon Turan Motorsport                 | Peugeot            | Peugeot 307 WRC    | 15                 | Frigyes Turán             | Gábor Zsiros        | 6–7, 11            |                    |
| Synergon Turan Motorsport                 | Ford               | Focus RS WRC 08    | 15                 | Frigyes Turán             | Gábor Zsiros        | 12                 |                    |
| Van Merksteijn Motorsport                 | Ford               | Focus RS WRC 07    | 16                 | Bernhard ten Brinke       | Eddy Chevaillier    | 9                  |                    |
| Van Merksteijn Motorsport                 | Ford               | Focus RS WRC 07    | 63                 | Peter Van Merksteijn, Jr. | Eddy Chevaillier    | 1                  |                    |
| Van Merksteijn Motorsport                 | Ford               | Focus RS WRC 07    | 65                 | Peter Van Merksteijn, Sr. | Erwin Mombearts     | 1                  |                    |

## Clasificación

### Campeonato de Pilotos
| Pos. | Piloto               | SWE | MEX | JOR | TUR | NZL | POR | BUL | FIN | GER | JPN | FRA | ESP | GBR | Puntos |
| ---- | -------------------- | --- | --- | --- | --- | --- | --- | --- | --- | --- | --- | --- | --- | --- | ------ |
| 1    | Sébastien Loeb       | 2   | 1   | 1   | 1   | 3   | 2   | 1   | 3   | 1   | 5   | 1   | 1   | 1   | 276    |
| 2    | Jari-Matti Latvala   | 3   | 5   | 2   | 8   | 1   | Ret | 6   | 1   | 4   | 3   | 4   | 4   | 3   | 171    |
| 3    | Petter Solberg       | 9   | 2   | 3   | 2   | Ret | 5   | 3   | 4   | 5   | 2   | 3   | 2   | 2   | 169    |
| 4    | Sébastien Ogier      | 5   | 3   | 6   | 4   | 2   | 1   | 4   | 2   | 3   | 1   | 6   | 10  | Ret | 167    |
| 5    | Daniel Sordo         | 4   | 14  | 4   | Ret | 5   | 3   | 2   | 5   | 2   | 4   | 2   | 3   | 5   | 150    |
| 6    | Mikko Hirvonen       | 1   | 4   | 20  | 3   | 4   | 4   | 5   | Ret | Ret | 6   | 5   | 5   | 4   | 126    |
| 7    | Matthew Wilson       | 7   | 16  | 5   | 7   | 6   | 6   | 9   | 6   | 6   | 22  | 8   | 6   | 7   | 74     |
| 8    | Henning Solberg      | 6   | 6   | 9   | 17  | 7   | Ret | 10  | Ret | 37  | 7   | 9   | 8   | 6   | 45     |
| 9    | Federico Villagra    |     | 7   | 7   | 6   | 9   | 8   |     |     |     | 8   | 7   | 15  |     | 36     |
| 10   | Kimi Räikkönen       | 29  | Ret | 8   | 5   |     | 10  | 11  | 25  | 7   | Ret | Ret | Ret | 8   | 25     |
| 11   | Mads Østberg         | 8   |     |     |     |     | 7   |     | 7   | 16  |     | 41  |     | 9   | 18     |
| 12   | Khalid Al Qassimi    | 13  |     |     |     |     | 9   |     | Ret | 8   | Ret | 13  | 7   | 11  | 12     |
| 13   | Per-Gunnar Andersson | 10  |     | 16  |     |     | 16  | 7   | 10  | 13  |     |     |     |     | 8      |
| 14   | Xavier Pons          |     | 8   | 10  |     | 10  | 12  |     |     | 15  |     | 15  |     | 13  | 6      |
| 15   | Jari Ketomaa         |     |     | 25  |     | 8   | 11  |     | Ret |     | 9   | 11  |     | Ret | 6      |
| 16   | Frigyes Turán        |     |     |     |     |     | 23  | 8   |     |     |     | Ret | Ret |     | 4      |
| 17   | Juha Kankkunen       |     |     |     |     |     |     |     | 8   |     |     |     |     |     | 4      |
| 18   | Martin Prokop        | 14  | 9   |     |     | 11  |     |     | 13  | 11  | 10  | 21  |     |     | 3      |
| 19   | Dennis Kuipers       | 37  |     |     | 9   |     | 19  | 13  | Ret | 24  |     | 17  |     | 16  | 2      |
| 20   | Juho Hanninen        |     |     |     |     |     | Ret |     | 9   |     |     |     |     |     | 2      |
| 21   | Mark Van Eldik       |     |     |     |     |     |     |     |     | 9   |     |     |     |     | 2      |
| 22   | Patrik Sandell       | 15  |     | 23  |     | 12  |     |     | 11  | 10  |     | 10  |     | 14  | 2      |
| 23   | Ken Block            |     | 18  |     | 24  |     | Ret |     |     |     | 21  | 12  | 9   |     | 2      |
| 24   | Armindo Araújo       | 23  | 10  | 12  |     |     | 14  |     |     | 18  |     | 16  |     | 18  | 1      |
| 25   | Aaron Burkart        |     |     |     | 10  |     | 32  |     |     | 26  |     | 36  |     |     | 1      |
| Pos. | Piloto               | SWE | MEX | JOR | TUR | NZL | POR | BUL | FIN | GER | JPN | FRA | ESP | GBR | Pts    |

| Color     | Resultado                                              |
| Oro       | Ganador                                                |
| Plata     | 2ª plaza                                               |
| Bronce    | 3ª plaza                                               |
| Verde     | Finalizó (diez primeros)                               |
| Azul      | Finalizó                                               |
| Violeta   | No terminó (Ret)                                       |
| Negro     | Descalificado (DES)                                    |
| Blanco    | No empezó (DNS)                                        |
| Blanco    | Excluido (EX)                                          |
| Blanco    | Lesionado (LES)                                        |
| Sin color | No participó                                           |
| x1        | Puntos extra                                           |
| (x)       | Entre paréntesis, puntos no computables para el total. |

### Campeonato de Constructores
| Pos. | Constructor         | SWE | MEX | JOR | TUR | NZL | POR | BUL | FIN | GER | JPN | FRA | ESP | GBR | Puntos |
| ---- | ------------------- | --- | --- | --- | --- | --- | --- | --- | --- | --- | --- | --- | --- | --- | ------ |
| 1    | Citroën             | 30  | 31  | 40  | 25  | 30  | 33  | 43  | 33  | 43  | 37  | 43  | 43  | 25  | 456    |
| 2    | Ford                | 40  | 27  | 20  | 24  | 40  | 12  | 22  | 25  | 12  | 28  | 27  | 27  | 33  | 337    |
| 3    | Citroën Junior Team | 14  | 18  | 16  | 27  |     | 31  | 19  | 20  | 23  | 15  | 10  | 6   | 18  | 217    |
| 4    | Stobart Ford        | 14  | 14  | 16  | 12  | 18  | 10  | 14  | 10  | 10  | 12  | 10  | 18  | 18  | 176    |
| 5    | Munchi's Ford       |     | 8   | 8   | 10  | 6   | 8   |     |     |     | 6   | 8   | 4   |     | 58     |

### Campeonato de Producción
| Pos. | Piloto            | SWE | MEX | JOR | NZL | FIN | GER | JPN | FRA | GBR | Puntos |
| ---- | ----------------- | --- | --- | --- | --- | --- | --- | --- | --- | --- | ------ |
| 1    | Armindo Araujo    | 3   | 1   | 2   |     |     | 1   |     | 1   | 2   | 126    |
| 2    | Patrik Flodin     | 1   |     | 1   |     | Ret | 3   | 1   |     | 5   | 100    |
| 3    | Hayden Paddon     |     |     |     | 1   | 3   | 2   | 2   | 7   | 3   | 97     |
| 4    | Ott Tänak         |     |     |     |     | 1   | 5   |     | 2   | 1   | 78     |
| 5    | Toshi Arai        |     | 2   |     | 4   |     | 6   | Ret | 3   | 9   | 55     |
| 6    | Gianluca Linari   | 7   | 5   |     | 5   |     |     | 3   | Ret | Ret | 41     |
| 7    | Anders Grøndal    | 2   |     |     |     | 4   |     |     | 5   | 13  | 40     |
| 8    | Rui Wang          |     |     | 6   | Ret | 8   |     | 5   | 6   | Ret | 30     |
| 9    | Alex Raschi       |     |     |     |     | 5   | Ret |     | 4   | 8   | 26     |
| 10   | Nicholai Georgiou |     |     | 3   | Ret | 10  | 7   |     | 9   | 11  | 24     |

### Campeonato Junior
| Pos. | Piloto           | TUR | POR | BUL | GER | FRA | ESP | Puntos |
| ---- | ---------------- | --- | --- | --- | --- | --- | --- | ------ |
| 1    | Aaron Burkart    | 1   | 3   |     | 2   | 5   | 4   | 80     |
| 2    | Hans Weijs, Jr.  |     | Ret | 2   | 1   | 2   | 3   | 76     |
| 3    | Todor Slavov     | 4   |     | 3   | 7   | 6   | 2   | 59     |
| 4    | Karl Kruuda      | 6   | 2   | 5   | 3   |     |     | 51     |
| 5    | Kevin Abbring    | 3   | 1   | 7   | Ret | Ret |     | 64     |
| 6    | Yeray Lemes      |     | 4   | EX  | 6   | Ret | 1   | 45     |
| 7    | Thierry Neuville | Ret | Ret | 1   | Ret | 3   |     | 40     |

### Campeonato Super 2000
| Pos. | Piloto               | SWE | MEX | JOR | NZL | POR | FIN | GER | JPN | FRA | GBR | Puntos |
| ---- | -------------------- | --- | --- | --- | --- | --- | --- | --- | --- | --- | --- | ------ |
| 1    | Xavier Pons          |     | 1   | 1   | 2   | 2   |     | 5   |     | 4   | 3   | 123    |
| 2    | Patrik Sandell       | 4   |     | 5   | 4   |     | 3   | 1   |     | 1   | 4   | 111    |
| 3    | Martin Prokop        | 3   | 2   |     | 3   |     | 4   | 2   | 2   | 6   |     | 104    |
| 4    | Jari Ketomaa         |     |     | 6   | 1   | 1   | Ret |     | 1   | 2   | Ret | 101    |
| 5    | Michał Kościuszko    |     | 3   | Ret |     | 3   | 5   | 6   |     | 3   | 5   | 73     |
| 6    | Eyvind Brynildsen    | 5   | 4   | 2   |     | 9   |     | 4   |     | 5   | Ret | 64     |
| 7    | Nasser Al-Attiyah    |     | Ret | 4   | 5   | 7   | 7   |     |     |     |     | 34     |
| 8    | Bernardo Sousa       | 6   |     | EX  |     | 4   |     | 7   | Ret | 7   | Ret | 32     |
| 9    | Per-Gunnar Andersson | 1   |     | 3   |     | 5   | 2   | 3   |     |     |     | 25     |
| 10   | Juho Hänninen        |     |     |     |     |     | 1   |     |     |     |     | 25     |

### WRC Cup SWRC
| Pos. | Equipo                    | SWE | MEX | JOR | NZL | POR | FIN | GER | JPN | FRA | GBR | Puntos |
| ---- | ------------------------- | --- | --- | --- | --- | --- | --- | --- | --- | --- | --- | ------ |
| 1    | Red Bull Rally Team       | 15  |     | 12  | 12  |     | 25  | 25  |     | 25  | 12  | 126    |
| 2    | Nupel Global Racing       |     | 25  | 25  | 18  | 18  |     | 12  |     | 12  | 15  | 125    |
| 3    | Czech Ford National Team  | 18  | 18  |     | 15  |     | 18  | 18  |     | 8   | 25  | 120    |
| 4    | Shanghai FCACA Rally Team |     |     | 10  | 25  | 25  | 0   |     | 25  | 18  | 0   | 103    |
| 5    | Barwa Rally Team          |     | 0   | 15  | 10  | 10  | 10  |     | 18  |     | 18  | 81     |
| 6    | Dynamic World Rally Team  |     | 15  | 0   |     | 15  | 15  | 10  |     | 15  | 10  | 80     |
| 7    | Rene Georges Rally Sport  | 12  | 12  | 18  |     | 6   |     | 15  |     | 10  | 0   | 73     |
| 8    | Team Ford/Quinta Do Lorde | 10  |     | 0   |     | 12  |     | 8   | 0   | 6   | 0   | 36     |
| 9    | Janpro                    | 25  |     | 0   | 0   | 8   | 12  |     |     |     |     | 0‡     |